# Oden (isbrytare, 1957)
Oden var en svensk isbrytare som byggdes på Wärtsilävarvet i Helsingfors, Finland 1957.

## Bakgrund
Den tidigare isbrytaren Atle hade vid planeringen av Oden 1950 varit i bruk i 25 år, och den planerade Thule (som togs i bruk 1953) räckte inte till för att ersätta henne. Eftersom Wärtsilä-varvet just hade byggt den finska isbrytaren Voima, lät man det varvet bygga Oden enligt samma koncept. Renodlade systerfartyg var de dock inte. Anskaffningskostnaden för Oden var 42 miljoner kronor, varav 14 miljoner beviljades av den svenska riksdagen och de återstående 28 miljonerna betalades av Finland och räknades av på en finsk statsskuld till Sverige.

## Utformning

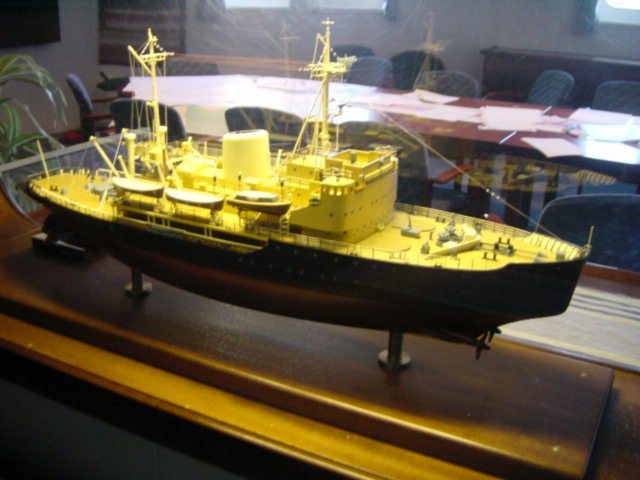
Modell av Oden (I) ombord på Oden (II)

### Teknisk utrustning
Oden hade två förliga och två akterliga propellrar. Maskineriet utgjordes av 6 stycken 2-takts 9-cylindriga Nohab/Polar dieselmotorer på 1,27 MW vardera (1,49 MW vid forcering), som drev 6 stycken direktkopplade likströmsgeneratorer på 1,49 MW (maxeffekt vid 515 V). Dessa drev 4 propellermotorer à maximalt 2,63 MW. Dessutom fanns ett hjälpmaskineri av 4 dieslar som drev 4 hjälpgeneratorer och en generator för hamn- och nödbruk. Dessutom fanns två värmepannor för uppvärmning. Oden hade 4 kanonbrunnar avsedda för 40 mm automatkanoner Bofors 40/48, men några sådana medfördes normalt inte.

### Inredning
Förläggningen var enligt modern standard tämligen spartansk; endast fartygschefen hade separat sovhytt och bad; 1:e-officeren hade hytt med separat expedition med tillhörande badrum, övriga officerare och underofficerare hade enpersonshytter med gemensamma toalett- och tvättrum. Den meniga besättningen sov i 2-personershytter (4 4-bäddshytter fanns i reserv). Kommandobryggan var inbyggd, men med öppna vinghus på sidorna.

## Verksamhet
Oden tjänstgjorde som isbrytare varje vinter till och med vintern 1971-1972.
Oden togs även i tjänst under den kalla, långa vintern 1986 – 1987,  Den gick från Stockholm ned efter kusten och rundade Skåne,  tjänstgjorde mellan Sverige och Danmark för några månader, innan färden gick tillbaka till Stockholm, Stadsgården, där den låg i hamn.  
Efter leveransen av den nya Atle 1974 användes hon allt mindre fram till 1988, då hon såldes. Så småningom gick hon för egen maskin till Alang i Indien där hon skrotades.